# 印度領土爭端

標示出印度有領土爭議地區的地圖。

印度的領土中存在若干有爭議地區。領土爭端指的是兩個或多個國家或政權之間，因土地的佔有或控制權而引發的爭議。
雖然文化、宗教和民族主義也可能成為領土爭端的驅動因素，但往往與自然資源的佔有（例如河流、肥沃農地、礦產或石油等）更息息相關。當設立原始邊界的條約中存在定義模糊的文字時，也會導致日後的領土爭端。
傳統上領土爭端被認為是最常見的戰爭根源。但專注於探討領土爭端成因的研究卻很少，且通常依賴於權力政治的假設。一般而言，領土爭端的出現被解釋為理性戰略和經濟利益，以及權力關係變化的結果。但有研究者認為這些解釋方式嚴重誤導，因為當今許多領土爭端更能從規範性角度解釋，即參照主觀的"正義觀念"和"國際規範"。領土充滿許多情感和規範元素，這些元素可能超越其"理性"的經濟或戰略價值。若不考慮這些爭端背後的規範性因素，試圖解決領土爭端很可能會因而失敗。
印度與數個鄰國存在重大的領土爭端。其中最突出的是與中華人民共和國（中國）之間持續的邊境爭議（涵蓋長達3,488公里的中印邊境實際控制線 （LAC））。這場爭端涉及拉達克的阿克賽欽地區和阿魯納查邦的部分地區，經常引發軍事對峙和邊境衝突。印度與中國的爭端還涉及位於台灣的中華民國。
印度與巴基斯坦之間也存在著長期而複雜的領土爭端，主要集中在查謨和喀什米爾谷地。這場爭端源於1947年的印巴分治，導致多次戰爭，並持續成為這兩個擁有核子武器國家的主要緊張來源。
此外，印度與尼泊爾之間也存在領土爭端，特別是關於卡拉帕尼地區。這場爭端源於對1816年《蘇高里條約》的不同解釋，當初這條約是為確立尼泊爾與英屬印度之間的邊界而簽訂。
雖然印度已解決與不丹之間未標定邊界的問題，其中仍有多項待釐清之處。
印度還通過外交談判和協議，成功解決與孟加拉國和斯里蘭卡的邊境爭端，展現出和平解決此類問題的承諾。

## 目前爭端

### 中國
印度與中國之間的領土爭端源於亞洲殖民主義歷史影響，以及缺乏明確的歷史邊界劃分。（p. 251）大英帝國於1913至1914年的西姆拉會議（由北洋政府、英屬印度和西藏噶廈當局三方參加）中曾提議以麥克馬洪線作為中英邊界，（p. 251）然而並未被中華民國接受。（p. 251）在印度獨立和中華人民共和國成立後，未解決的邊界爭端變得更加激烈。（p. 251）爭議中的邊界因地區偏遠且缺乏行政管轄，而逐步演變得更加複雜。（p. 251）

### 中印邊界
中華人民共和國與中華民國（ROC，通稱"臺灣"）兩個政府都聲稱自己是合法的中國政權。而中華人民共和國對邊界地區擁有實際控制權，中華民國目前與印度沒共同的陸地或海上邊界。 他們的觀點如下述。中印邊界實際控制線 (LAC) 目前是印度與中華人民共和國之間的實際邊界。

### 中華人民共和國立場
達普桑盆地位於印度聯邦直轄區拉達克和有爭議的阿克賽欽地區的邊界上。中國人民解放軍控制達普桑盆地的大部分，而印度控制盆地的西部。爭端迄今尚未解決。
印度於1972年1月20日成立阿魯納查邦，位於該國東北部邊陲。此邦南鄰阿薩姆邦和納加蘭邦，東鄰緬甸，西鄰不丹，北鄰中國。中國稱該地為藏南地區，且稱對此地大部分擁有主權。阿魯納查邦的北界沿著英國於1914年西姆拉會議上單方面劃定的麥克馬洪線。此線未經中國政府同意，且當時西藏當局也因西姆拉條約未符合其要求而對有效性提出質疑。儘管該邊界確定較早，但印度政府直到1950年才開始全面行使對當地的管轄權。如今這片區域已經成為印度的行政區域。

### 中華民國立場
中華民國政府與中華人民共和國在整個冷戰時期對中印邊境爭端持相同看法。中華民國外交部於1962年聲明不承認麥克馬洪線的合法性。西方國家於同年對中華民國領導人蔣介石施加壓力，要求其承認麥克馬洪線合法性，以孤立中華人民共和國。然而蔣介石將麥克馬洪線斥為"帝國主義強加於中國的非法劃界"。印度於1987年2月將"東北邊境特區"的地位提升為阿魯納查邦，中華民國外交部宣佈此舉無效。中華民國外交部在正式聲明中表示，麥克馬洪線是非法劃定的邊界，印度對麥克馬洪線以南中華民國領土的佔領毫無合法性，設立阿魯納查邦的行為更是對國際法的公然挑戰。1995年，中華民國外交部亞太司司長鄧備殷回應印度國會議員時表示，中華民國不承認麥克馬洪線。但自此之後並未就中印邊境爭端發表任何聲明。

### 有爭議地區

中國人民解放軍西部戰區負責防務區域圖（紅色）。

中國對印度的整個邊境防務由中國人民解放軍西部戰區負責。印度軍隊將中印邊界實際控制線（LAC）畫分為三個戰區：與拉達克和中國控制阿克賽欽接壤的西部戰區、與喜馬偕爾邦和北阿坎德邦接壤的中部戰區，以及與錫金邦和阿魯納查邦接壤的東部戰區。同樣地，印度空軍設有以新德里為基地的西部空軍司令部、以普拉亞格拉吉為基地的中部空軍司令部，以及以西隆為基地的東部空軍司令部，並沿LAC部署多個空軍基地 (Air Force Stations/Bases)、前進基地機場 (AGL) 和直升機場。
印度-中國邊境有爭議領土，由西向東一覽:
| Disputed area                                              | 管轄                            | 管轄            | 控制                                     | 空軍基地 / 前進基地機場 | 空軍基地 / 前進基地機場 | 評論/地緣政治背景                                                                 |
| Disputed area                                              | 印度                            | 中國            | 控制                                     | 印度 | 中國                    | 評論/地緣政治背景                                                                 |
| ---------------------------------------------------------- | ------------------------------- | --------------- | ---------------------------------------- | --- | ----------------------- | --------------------------------------------------------------------------------- |
| 喀喇崑崙走廊 (也稱Shaksgam走廊)                            | 拉達克 (列城縣)                 | 新疆            | 中國(從1963開始)                         | 斗拉特別奧里地#前進基地機場 |                         | 巴基斯坦於1963年根據與中國的邊界合約將此地交予中國，但印度認為此為該國領土。 Ref: |
| 阿克賽欽                                                   | 拉達克 (列城縣)                 | 新疆            | 中國                                     | 斗拉特別奧里地前進基地機場（列城巴庫拉仁波切機場） |                         | Ref:                                                                              |
| 巴里加斯                                                   | 拉達克 (列城縣)                 | 西藏 (阿里地區) | 印度位於印度河以南，中國位於印度河以北。 | 福克切前進基地機場。 |                         | Ref:                                                                              |
| 楚馬要塞 (兩個不相連的獨立分區："楚馬北區"和"楚馬南區") 。 | 拉達克 (列城縣)                 | 西藏            | 印度                                     | 尼歐馬村, 帕杜姆城鎮前進基地機場 。楚馬要塞直升機機場。                                                                                                 |                         | Ref:                                                                              |
| 考里克村                                                   | 喜馬偕爾邦 ([[拉豪爾和斯皮提縣) | 西藏            | 印度                                     | 欽亞里索爾機場 （前進基地機場），帕坦科特機場。 |                         | Ref:                                                                              |
| 扎什岡村-什布奇山口                                        | 喜馬偕爾邦 (金瑙爾縣)           | 西藏            | 印度                                     | 欽亞里索爾機場（前進基地機場），帕坦科特機場 |                         | 什布奇山口, 有印度軍事哨所，是一重要貿易通道。 Ref:                               |
| 桑 (札達縣)-蔥莎-波林三多                                  | 北阿坎德邦 (烏德爾加希縣)       | 西藏            | 印度                                     | 欽亞里索爾機場（前進基地機場），帕坦科特機場 |                         | 此地區也涵蓋桑 (札達縣)（村莊） Ref:                                              |
| 巴拉哈提                                                   | 北阿坎德邦 (傑莫利縣)           | 西藏            | 印度                                     | 欽亞里索爾機場（前進基地機場），帕坦科特機場 |                         | 此地區也涵蓋然沖（Silakang）拉普塔爾的上Sangcha村（Sangcha Malla） Ref:           |
| 阿魯納查邦                                                 | 阿魯納查邦                      | 西藏            | 印度                                     | 塔旺空軍基地及7個前進基地機場。 (Aalo, Mechuka Advanced Landing Ground, Pasighat， Tuting, Vijaynagar, Changlang, Walong Advanced Landing Ground, Ziro) |                         | 中國宣稱此區的大部分均為其擁有。 Ref:                                             |

印度和中國間的對立，將洞朗、十度海峽和南海的爭議擴大到更廣泛的地緣政治格局中。洞朗是毗鄰中國、不丹和印度三國交界處的狹長高原。中國軍隊於1988年佔領洞朗高原。印度在該爭端中站在不丹一方。此地對三個國家均具戰略重要性。洞朗靠近印度的西里古里走廊（也有"雞脖子走廊"之稱），中國軍隊若從此推進不到130公里 (81英里)，將嚴重威脅不丹、西孟加拉邦的部分地區以及整個東北印度的交通和經濟命脈，將有近5,000萬人口受到影響。這種情況曾在1962年中印邊境戰爭期間發生。
印度專屬經濟海域內的十度海峽，連接全球最繁忙的海上交通線 - 馬六甲海峽，由印度安達曼-尼科巴群島指揮部負責管理。對中國而言，這是一個地緣戰略上的咽喉點，因為每年有超過94,000艘商船通過此海峽（佔中外貿易貨物運輸的40%）。全球每年有價值5兆美元的海運貿易通過馬六甲海峽及位於東南亞和南海的咽喉點。80%的全球石油和天然氣貿易運輸通過印度洋海洋交通線，這些對已開發國家甚為重要。為抗衡中國在印度洋-太平洋海域地區崛起，印度、澳大利亞、日本和美國組建四方安全對話（QUAD）成員國以加強軍事、經濟和外交合作，共同塑造有利於自身利益的區域格局。

## 巴基斯坦

### 喀什米爾

巴基斯坦（淡綠色）、印度（灰色）、中國（黃色）所控制的喀什米爾地區。

喀什米爾問題的核心是印度與巴基斯坦之間的領土爭端，中國則在其中扮演較為被動的角色。衝突始於1947年印巴分治後，印度和巴基斯坦最初都聲稱擁有整個查謨和喀什米爾土邦。1963年，巴基斯坦承認中國對喀什米爾地區的喀什米爾-喀喇崑崙山脈以北地區（喀喇崑崙走廊）和阿克賽欽的管轄權。印度控制喀什米爾地區70%的人口，和約55%的土地，包括查謨、喀什米爾谷地、拉達克大部分地區和錫亞琴冰川。巴基斯坦控制約30%的土地，包括自由喀什米爾和吉爾吉特-巴提斯坦。中國控制其餘15%的土地，包括阿克賽欽和大部分無人居住的喀喇崑崙走廊，以及部分巴里加斯。

### 瑟克里克
瑟克里克是條長96公里 (60英里) 的潮汐河口，位於印度和巴基斯坦邊境的印度河三角洲，一無人居住沼澤地帶。河水流入阿拉伯海，將印度的古吉拉特邦與巴基斯坦的信德省分隔。印度與巴基斯坦對於瑟克里克的邊境爭議根源在於雙方對"從瑟克里克河口到河頂，再向東延伸至指定西端點"這條邊界線的具體走向存在嚴重分歧。從此點往東的兩國邊界由1968年仲裁庭裁決，有明確界定。

### 朱納格特土邦與班特瓦-馬納瓦達爾土邦
巴基斯坦於2020年發布的新地圖，將以前朱納格特土邦和班特瓦-馬納瓦達爾邦土邦的領土納入版圖，此舉被視為巴基斯坦加強對這兩地區領土主張的行動。

## 尼泊爾
印度和尼泊爾之間的主要爭議地區包括卡拉帕尼地區、林皮亞杜拉（Limpiyadhura）、利普列克（Lipulekh）、蘇斯塔地區、梅奇（Mechi）和塔納克普爾（Tanakpur）。印度和尼泊爾之間目前約有60,000公頃的邊境土地存在爭議。

### 卡拉帕尼地區
尼泊爾聲稱擁有卡拉帕尼地區，但該地區自1962年中印邊境戰爭以來一直由印度軍隊控制，此後印度地圖將當地標示為印度領土。尼泊爾王國於1816年與英屬印度簽署的《蘇高里條約》將夏達河作為尼泊爾與印度的西部邊界。但由於對夏達河的準確位置缺乏共識，導致關於包括卡拉帕尼、林皮亞杜拉和利普列克在內的土地是否屬於印度或尼泊爾的爭議。有些學者認為缺乏共識是因為英國製圖師出於戰略原因而不斷將劃定河流的界線向東移動。然而也有一些學者認為缺乏共識是由於河流流向隨時間發生變化所致。
印度於2019年11月單方面發佈新版政治地圖，將始終存在爭議的加拉帕尼地區劃入印度版圖。此舉引發尼泊爾全國強烈抗議，甚至波及印度駐尼泊爾大使館。抗議者指責印度佔領尼泊爾的土地。印度國防部長拉傑納特·辛格（Rajnath Singh）於2020年5月為一條長達80公里的道路（連接達爾丘拉（Dharchula）和利普列克山口（Lipulekh））舉行通車儀式。然而尼泊爾對印度建設這條道路提出抗議。利普列克地區當前實際由印度控制。尼泊爾於2020年5月20日發佈自己的地圖，將卡拉帕尼、林皮亞杜拉和利普列克列為該國的領土。尼泊爾議會隨後於2020年6月18日批准這張新地圖。印度反對此舉，聲稱將林皮亞杜拉、利普列克和卡拉帕尼納入尼泊爾領土的決定並無依據，也不符歷史事實。
印度武裝邊防部隊（SSB）於2020年6月15日報告稱，用作印-尼邊境沿線界標的立柱失蹤。SSB還報告，稱尼泊爾邊境警察在爭議地區附近設立5個新的邊境哨所。尼泊爾繼而於6月19日開始在爭議地區附近部署部隊，建立營地，並在當地興建直升機停機坪。尼泊爾陸軍司令普爾納·錢德拉·塔帕 (General Purna Chandra Thapa) 於同月在訪問卡拉帕尼邊境地區後表示尼泊爾陸軍將開始在卡拉帕尼地區附近修建軍營和邊境哨所。比托拉格爾縣達爾丘拉 (Dharchula) 和朱拉加特 (Jhoolaghat) 邊境村莊的印度居民於6月21日稱尼泊爾的電台正進行反印度宣傳活動，播放反印度歌曲和偏頗的新聞簡報，抹黑印度形象。

### 蘇斯塔地區
蘇斯塔地區是另一印度和尼泊爾之間存在爭議的領土。當地目前由印度控制，劃歸比哈爾邦。媒體報導稱蘇斯塔地區的村民聲稱當地屬於尼泊爾，他們是尼泊爾公民。尼泊爾王國與英屬印度簽署的《蘇高里條約》將甘達基河定義為印度和尼泊爾間的邊界。河右岸屬於尼泊爾，而左岸屬於印度。蘇斯塔村於簽署條約時位於右岸，屬於尼泊爾。但甘達基河河道於多年後改變，將蘇斯塔村移到左岸，現由印度控制。尼泊爾政府一再稱蘇斯塔屬於尼泊爾，印度政府應將其歸還。

## 已解決的爭端

### 斯里蘭卡
印度與斯里蘭卡在卡恰提武島的爭端於1974年通過兩國間的協議得以解決。但仍有一些早期提交予印度馬德拉斯高等法院的訴訟仍在進行，這些訴訟聲稱該島係非法移交給斯里蘭卡。印度聯邦政府仍採取若干行動，試圖將該島重新收歸印度。

### 孟加拉國
南達爾帕蒂島（孟加拉國人民聯盟支持者稱之為謝赫·穆吉布島（Sheikh Mujib Island））是孟加拉灣內的一個小型，且無人居住的離岸沙洲，位於恆河三角洲（又稱恆河-布拉馬普特拉河三角洲）外海。沙洲在1970年波拉氣旋過境後出現在分隔兩國河流，靠孟加拉國一側的孟加拉灣中，並在2009年艾拉氣旋之前或期間消失。加爾各答賈達普大學海洋學研究學院的蘇加塔·哈扎拉 (Sugata Hazra) 於2010年3月表示，該島嶼消失的原因之一為氣候變化後，海平面上升的結果。
數個世紀前，科奇比哈爾大君與朗布爾藩王的一次豪賭，將領土分割如同棋盤上的棋子，形成一系列錯綜複雜的飛地。加上科奇比哈爾王國與蒙兀兒帝國間條約的不確定性，使得這些飛地的邊界更加模糊。當1947年印巴分治後，科奇比哈爾地區加入印度，朗布爾則歸屬東巴基斯坦，東巴基斯坦於1971年成為孟加拉國。印度和孟加拉國總理於1974年簽署一項土地邊界協議，以交換飛地，並簡化兩國邊界。孟加拉國於同年批准此一協議，但印度未予批准。兩國到2011年達成另一項協議，以交換飛地和實際控制但未經合法認可的土地。自1974年的邊界協議起，歷經41年談判，最終由印度議會於2015年5月7日通過印度憲法第100號修正案（協議修訂版本）。孟加拉國本土內有111個印度飛地（17,160.63英畝），而印度本土內有51個孟加拉國飛地（7,110.02英畝）。就實際控制但未經合法認可的土地（逆權管有）而言，印度獲得2,777.038英畝土地，並將2267.682英畝土地轉給孟加拉國。印度於2015年通過憲法修正案後飛地居民根據協議可繼續居住在原地，或遷移到他們選擇的國家。貝魯巴里屬印度逆權管有的土地，歸還給孟加拉國。兩國間長期存在的未標示邊界問題，特別是在戴卡塔-杜馬巴里（Daikhata-Dumabari）、穆胡里查爾河島（Muhurichar river island）及皮爾迪瓦等地區，也獲得解決。
孟加拉國於2009年根據《聯合國海洋法公約》對印度提起仲裁訴訟，並於2014年被判取得孟加拉灣的大部分區域，兩國之間的海上爭端隨之結束。

## 外部連結
- Disputed territories of India Archive.today的存檔，存档日期2014-05-01